# Punctozotroctes
Punctozotroctes is een kevergeslacht uit de familie van de boktorren (Cerambycidae). De wetenschappelijke naam van het geslacht werd voor het eerst geldig gepubliceerd in 2007 door Tavakilian & Néouze.

## Soorten
Punctozotroctes omvat de volgende soorten:
- Punctozotroctes bolivianus Martins & Galileo, 2007
- Punctozotroctes chemsaki Tavakilian & Néouze, 2007
- Punctozotroctes feuilleti Tavakilian & Néouze, 2007
- Punctozotroctes guianensis Tavakilian & Néouze, 2007
- Punctozotroctes hovorei Tavakilian & Néouze, 2007
- Punctozotroctes inhamum Martins, Galileo & Limeira-de-Oliveira, 2009
- Punctozotroctes nordestinus Martins & Galileo, 2007
- Punctozotroctes tuberculatus Galileo & Martins, 2011
- Punctozotroctes wappesi Tavakilian & Néouze, 2007